# Pristomerus parilis
Pristomerus parilis är en stekelart som beskrevs av Kusigemati 1984. Pristomerus parilis ingår i släktet Pristomerus och familjen brokparasitsteklar. Inga underarter finns listade i Catalogue of Life.